# تيريوس ورائي
تيريوس ورائي ((هانغل: 내 뒤에 테리우스)) هو مسلسل تلفزيوني كوري جنوبي بث على قناة مؤسسة منهوا للإذاعة من 27 سبتمبر إلى 15 نوفمبر 2018.

## روابط خارجية
- تيريوس ورائي على موقع IMDb (الإنجليزية)
- تيريوس ورائي على موقع فيلمافينيتي (الإسبانية)
- تيريوس ورائي على موقع كينوبويسك (الروسية)
- تيريوس ورائي على موقع قاعدة بيانات الفيلم (الإنجليزية)